# 김기열 (정치인)
김기열(1942년 6월 5일~)은 대한민국의 정치인이다. 제25·27·28대 강원도 원주시장(민선 1·2·4기)을 지냈다.

## 학력
- 원주초등학교
- 원주중학교
- 원주고등학교
- 상지대학교 행정학과
- 경희대학교 행정대학원
- 연세대학교 대학원

## 역대 선거 결과
|  | 29.54% |

|  | 46.03% |

|  | 55.41% |

|  | 61.06% |

|  | 13.74% |

| 마지막 관선 원주시장 정호돈 | 제25대 강원도 원주시장 1995년 7월 1일~1998년 6월 30일 | 후임 한상철 |

| 전임 한상철 | 제27·28대 강원도 원주시장 2002년 7월 1일~2010년 6월 30일 | 후임 원창묵 |